# Mount Hope (Nueva Jersey)
Mount Hope es un lugar designado por el censo ubicado en el condado de Morris en el estado estadounidense de Nueva Jersey. En el Censo de 2020 tenía una población de 2930 habitantes y una densidad poblacional de 490,79 habitantes por km². Fue incluido como CDP en el censo de 2020.

## Geografía
Mount Hope se encuentra ubicado en las coordenadas 40°55′34″N 74°32′34″O / 40.92611, -74.54278. Según la Oficina del Censo de los Estados Unidos,  tiene una superficie total de 5,97 km², de la cual 5,69 km² corresponden a tierra firme y 0,28 km² a agua.